# Центар за југословенске студије
Центар за југословенске студије – ЦЕЈУС ( Београд, 2017) је удружење грађана и платформа за мултидисциплинаран приступ у промишљању о Југославији.

## Циљ и врста организације
Центар за југословенске студије – ЦЕЈУС дефинисан је као платформа за мултидисциплинарно размишљање о Југославији која се при томе нужно не разматра као проблем који припада прошлости, већ као тема од посебне важности за савремени тренутак.
Центар за југословенске студије основала је неколицина истраживача из различитих научних области веома широког спектра друштвених наука и хуманистике, који су под окриљем Факултета за медије и комуникације Универзитета Сингидунум у Београду, све до почетка 2018. године били један од центара за проучавање Југославије. Од 2018. године ЦЕЈУС наставља да функционише под истим именом, али као удружење грађана, када му се придружује и Станислава Бараћ са Института за књижевност и уметност. Циљ организације је отварање дискусије и успостављање дијалога између професионалаца,  познавалаца Југославије из области историје, етнологије/антропологије, социологије, музикологије, филозофије, теорије књижевности, историје уметности и шире јавности.

## Прва фаза деловања
У првој фази постојања ЦЕЈУСа, главна идеја оснивача била је да се таква оригинална платформа представи најпре у академској сфери, пред стручњацима који и сами активно учествују у процесу креирања знања о Југославији, односно знања о постјугословенском наслеђу.
Центар за југословенске студије представио се академској заједници током 2017. године кроз серију предавања, међународну радионицу те представљања тематског броја часописа АМ Journal of Art and Media Studies. Дводневна међународна радионица под називом Space as a perspective for research of Yugoslavia, која је одржана на Факултету за медије и комуникације 7. и 8. октобра 2017. године у организацији Центра за југословенске студије и Берлинског центра за транснационално истраживање граница ), а у оквиру међународног пројекта (Border Crossings/Crossing Borders) Хумболт Универзитета из Берлина и Универзитета у Београду под називом Grenzziehungen und – ueberschreitungen in und mit Suedo steuropa, подржаног од стране DAAD, мапирало је Центар за југословенске студије као једну од препознатљивих платформи не само у регионалном, већ и у европском оквиру значајном за дијалог о Југославији и њеном наслеђу.

## Друга фаза деловања
У другој фази један од главних циљева оснивача био је излазак Центра из академске сфере у јавни простор, како би се значајне дебате о историји Југославије и постјугословенском наслеђу повеле на широј друштвеној платформи. Нова фаза у раду и начину функционисања Центра представљена је 23. јануара 2018. године на гостовању Цејуса на Институту за новију историју Србије. Томе је посебно допринела чињеница да се 2018. године обележавало стогодишњица од настанка југословенске државе, као и сазнање да важна годишњица није добила значајно место у јавним дебатама, нити у оквиру академске заједнице. У фебруару 2018. започиње реализација трибинског програма у виду сарадње између Центра за југословенске студије и Дома омладине Београд која траје непрекидно две године.

## Трибине  од 2018. до данас
- Сто година од оснивања Југославије (уредница Сања Петровић Тодосијевић, 2018)

- Југославија и еманципација (уредница Лада Стевановић, 2019)

- Свакодневни живот и популарна култура у Југославији (уредница Ана Панић, 2020)

- Југославија данас: Замишљена будућност и (не)остварена прошлост (уредница Ана Панић, 2021)

- Југословенски феминизми – прошлост(и) и садашњост(и) (уреднице Станислава Бараћ и Ивана Пантелић, 2022)
- Југославија у очима младих истраживача (уредник Срђан Атанасовски, 2023)

- Пишемо историју Југославије (уредница Сања Петровић Тодосијевић, 2024)

- Kрај Рата!!! (уреднице Сања Петровић Тодосијевић, Ивана Пантелић)

## Оснивачи
- Ана Петров, Факултет за медије и комуникације Универзитета Сингидунум

- Дубравка Ђурић, Факултет за медије и комуникације Универзи тета Сингидунум
- Андрија Филиповић, Факултет за медије и комуникације Универзи тета Сингидунум
- Лада Стевановић, Етнографски институт САНУ
- Срђан Радовић, Етнографски институт САНУ
- Срђан Атанасовски, Музиколошки институт САНУ
- Ана Панић, Музеј Југославије
- Иван Манојловић, Музеј Југославије
- Ивана Пантелић, Институт за савремену историју
- Сања Петровић Тодосијевић, Институт за новију историју Србије

## Руководство
- Председници Цејуса од 2018. до данас: Срђан Атанасовски и Станислава Бараћ (актуелна председница)